# JFK – A nyitott dosszié
A JFK – A nyitott dosszié (eredeti cím: JFK) 1991-es politikai dráma. Rendezője Oliver Stone. A film John F. Kennedy 1963-as meggyilkolásának és a tények eltitkolásának körülményeit vizsgálja. A főszereplő New Orleans kerületi ügyésze, Jim Garrison, akit Kevin Costner játszik, további szereplők Gary Oldman és Tommy Lee Jones.
A film forgatókönyvét Oliver Stone és Zachary Sklar írta Jim Garrison: On the Trail of the Assassins, és Jim Marrs: Crossfire: The Plot That Killed Kennedy című könyve alapján.
Stone úgy jellemezte a filmet, mint „a Kennedy-gyilkosság körüli összeesküvések ellen-mítosza”. Ezt a filmet még két másik, amerikai elnökökről szóló film követte: az első a Nixon, Anthony Hopkinsszal a főszerepben, a másik a W., ami George W. Bushról szól, akit Josh Brolin játszik. Előbbi 1995-ben, utóbbi 2008-ban került bemutatásra.
A film már a megjelenése előtt vihart kavart. George Lardner, a The Washington Post nemzetbiztonsági cikkírója a forgatókönyv első vázlatát elolvasva támadta a filmet. A bemutató után minden nagyobb amerikai újság azzal vádolta Stone-t, hogy túl szabadon bánik a történelmi tényekkel és hogy szerinte Lyndon B. Johnson politikai puccsot hajtott végre, aminek része volt Kennedy megölése.
A film a mozipénztáraknál eleinte gyengén teljesített, majd ez felerősödött, és 205 millió dolláros bevételt ért el világszerte.
A JFK (ahogy közkeletűen rövidítik) két Oscar-díjat kapott, összesen nyolcra jelölték.

## Rövid történet
Vádat emelnek New Orleans egyik megbecsült üzletembere ellen, akiről feltételezik, hogy köze van a merénylet megszervezéséhez. Az ügyben korábban Lee Harvey Oswald volt az egyedüli vádlott, a „magányos merénylő”, akit két kormányzati vizsgálat is bűnösnek talált.

## Cselekmény
|  | Alább a cselekmény részletei következnek! |

A történet 1961-ben kezdődik. A híradóban a leköszönő amerikai elnök, Dwight D. Eisenhower beszél, aki „katonai-ipari összefonódás” veszélyére hívja fel a figyelmet. Ezt John F. Kennedy elnöki tevékenységének rövid összefoglalása követi, kiemelve azokat az intézkedéseket, amelyek a rendező szerint az elnök meggyilkolásához vezettek. A New Orleans-i kerületi ügyész, Jim Garrison (Kevin Costner) csapatával együtt megpróbálja rekonstruálni az 1963. november 22-i merénylet lezajlását. Az okok tisztázása során New Orleans-i kapcsolatok is szóba kerülnek, köztük David Ferrie magánpilóta (Joe Pesci), akit azonban el kell engedniük a kihallgatás után.
Kennedy állítólagos gyilkosát, Lee Harvey Oswaldot (Gary Oldman) megöli Jack Ruby (Brian Doyle-Murray) még mielőtt a bíróság kihallgatta volna.
A nyomozás újra kezdődik 1966-ban, amikor Garrison elolvassa a merényletről szóló, hivatalos „Warren jelentés”-t, és több pontatlanságot és ellentmondást talál benne. Garrison és csapata kihallgat néhány tanút, és olyanokat, akik Oswald, Ruby vagy Ferrie ismerősei voltak. Köztük van egy Clay Shaw nevű, befolyásos üzletember, akit csak egy baráti beszélgetés során „hallgatnak ki”. Shaw tagadja, hogy ismerne Ferrie, O'Keefe vagy Oswald nevű embereket. Ezzel szemben egy tanú, Willie O'Keefe (Kevin Bacon), egy férfi prostituált (aki  ötéves  büntetését tölti) azt állítja, hogy hallotta Ferrie-t beszélni Kennedy meggyilkolásáról Shaw, Oswald és néhány latin-amerikai férfi társaságában. O'Keefe röviden találkozott Oswalddal, egy Clay Bertrand nevű férfival pedig hosszabb kapcsolata volt. A férfi azonos Clay Shaw üzletemberrel (Tommy Lee Jones).
Újabb tanúk is előkerülnek. Dallasban Jean Hill (Ellen McElduff) elmondja, hogy négy-hat lövést hallott egy füves domb felől, de a titkosrendőrség emberei megfenyegették, hogy csak három lövést mondhat, amelyek a könyvraktár felől jöttek. A vallomása ezzel a megváltozott tartalommal került be a „Warren jelentés”-be. Garrison és egy embere kimennek a helyszínre egy olyan puskával, amilyet Oswald használhatott, és megpróbálják töltény nélkül felhúzni és elsütni. A próbálkozásaiknak az az eredménye, hogy a rendelkezésre álló idő túl rövid volt még két lövés leadására is, és Oswaldról ismert volt, hogy gyenge céllövő. Ez azt jelenti, hogy még legalább egy merénylő volt Oswaldon kívül.
Miután felfedezik, hogy Garrison irodáiban valakik kémmikrofonokat helyeztek el, Garrison Washingtonba utazik, ahol egy magas beosztású személlyel találkozik, aki „X”-nek nevezi magát (Donald Sutherland). „X” szerint a kormány legmagasabb szintjein összeesküvés zajlott, amelyben benne voltak a CIA, a katonai ipar képviselői, a maffia, az FBI, a titkosrendőrség és Kennedy alelnöke, Lyndon B. Johnson. Ők vagy közvetlenül benne voltak a belső körben, vagy a többiek tevékenységét fedezték. „X” elmagyarázza, hogy Kennedy meggyilkolása azért volt szükséges, mert intézkedéseit a katonai vezetők gyengeségként értékelték, a katonai ipar profitja pedig visszaesett.
Kennedy elrendelte, hogy a CIA-n belül szüntessék meg a titkos félkatonai műveleteket és azokat helyezzék át a Védelmi Minisztérium alá. Ez csökkentette a CIA erejét. A maffia segített Kennedynek megnyerni az 1960-as elnökválasztást, amit az apja, Joseph P. Kennedy, Sr. kérésére tettek meg, aki az 1920-as évektől kezdve üzletelt a maffiával. Ezen kívül a maffia elégtételt akart a Disznó-öbölbeli kudarcért, amelynek kivitelezéséhez anyagi forrásokat biztosítottak annak reményében, hogy visszakaphatják a kubai kaszinókat, amelyek annak idején a legjobb pénzforrásaik voltak. „X” elmondja azt is, hogy felettese, „Y” tábornok őt az Antarktiszra küldte közvetlenül a merénylet előtt, holott „X” egyik feladata az volt, hogy az elnök biztonságáról gondoskodjék és ő felhívta rá a figyelmet, hogy az elnöki útvonal Dallasban nem biztonságos. Fel is sorolja a kockázatot növelő tényezőket: nyitott, felügyelet nélküli ablakok az útvonal közelében, hajtűkanyar (ahol a limuzinnak le kell lassítania), nézők az út mentén olyan helyen, ahol nem szabadna lenniük. „X” véleménye szerint őt azért távolították el, mert a felsorolt kockázati tényezőket kiküszöbölte volna Kennedy végzetes útja előtt. Az Antarktiszról visszatérőben „X” megállt Új-Zélandon. Egy helyileg megjelenő újságban Oswald teljes anyagát lehetett olvasni, és egy cikk a bűnösségéről írt.
A furcsaság az volt, hogy mindez már akkor megjelent, amikor Oswaldot még meg sem vádolták, és korábbi nyomozati anyag sem volt róla. „X” szerint ez tipikusan a CIA fedőakcióinak egyike, amikor a tényleges elkövetőket egy kirakatemberrel fedezik. Az újság (valószínűleg tévedésből) hamarabb közölte a kapott információkat, mint kellett volna. „X” szerint Kennedy a Vietnamban lévő amerikai csapatokat is haza akarta rendelni 1965 végéig, ezt bizonyítja a „National Security Order 263” dokumentum (=263. számú nemzetbiztonsági utasítás). Ezt az utasítást Kennedy utódja, Lyndon Johnson azonnal visszavonta (a 273-as utasításban). „X” arra biztatja Garrisont, hogy „ásson tovább” és keressen bizonyítékokat.
Garrison stábjából egy férfi kilép a nyomozócsapatból, mert nem ért egyet a módszereikkel. Garrison házassága is meginog, amikor felesége, Liz (Sissy Spacek) arra panaszkodik, hogy kevés időt tölt a családjával. A média támadást indít Garrison ellen, kritizálják azt a módot, ahogy az adófizetők pénzét elköltik. Néhány koronatanú megijed, és visszavonja a vallomását, mások, mint például Ferrie, meghalnak gyanús körülmények között. Halála előtt nem sokkal Ferrie elmondta Garrisonnak, hogy valakik szaglásznak utána, és hogy a CIA által szervezett merénylet végrehajtásába több civilt is belevontak.
Clay Shaw bírósági pere 1969-ben zajlik le. Garrison több új bizonyítékkal áll elő, amelyek cáfolják az „egyszemélyes merénylő” teóriájának elemeit. Ezek között van a „hihetetlen golyó”, amely állítólag hét embert sebesített meg, közben többször változtatott irányt. Garrison logikája szerint a lövések a Dealey Plaza irányából jöttek, és legalább három merénylő adta le az összesen hat lövést. A bíróság azonban ejti a Shaw elleni vádat.
A bíróság elismeri ugyan, hogy volt összeesküvés Kennedy elnök ellen, de nem tartja elégségesnek a bizonyítékokat a Shaw elleni vádakban. Garrison azt nyilatkozza a sajtónak, hogy folytatni fogja a nyomozást.
A stáblista alatt kiírják, hogy Shaw 1974-ben meghalt tüdőrákban. 1979-ben Richard Helms eskü alatt vallja, hogy Clay Shaw a CIA által részlegesen foglalkoztatott ügynök volt.
A merényletre vonatkozó aktákat 2029-ben hozzák nyilvánosságra.
|  | Itt a vége a cselekmény részletezésének! |

## Szereposztás
| Karakter                   | Színész              | Szinkronhang      | Megjegyzés |
| -------------------------- | -------------------- | ----------------- | --- |
| Rose Cheramie              | Sally Kirkland       | Farkasinszky Edit | |
| Jim Garrison               | Kevin Costner        | Szakácsi Sándor   | Stone a forgatókönyv példányait elküldte Kevin Costner, Mel Gibson és Harrison Ford számára. Costner eleinte visszautasította a szerepet. A színész ügynöke, Michael Ovitz viszont jónak találta a projektet, és meggyőzte Costnert, hogy vállalja el a szerepet. A döntése előtt Costner felkereste Garrisont, a barátait és ellenfeleit is. |
| Lou Ivon                   | Jay O. Sanders       | Gáti Oszkár       | |
| Dühös vendég a bárban      | Perry R. Russo       | Varga Tamás       | |
| Guy Bannister              | Edward Asner         | Szabó Ottó        | Az FBI alkalmazásában áll, ugyanakkor magánnyomozó. Harcos antikommunista, a „Minutemen” nevű szervezet tagja, a John Birch Society tagja, a Louisiana Intelligence Digest kiadója. |
| Jack Martin                | Jack Lemmon          | Zenthe Ferenc     | New Orleans-ban élő magándetektív. Guy Bannister társa volt a nyomozóirodájában. Ő hívta fel rá Garrison figyelmét, hogy Ferrie-nek is köze lehetett Kennedy meggyilkolásához, de tanúskodni nem akart. |
| Bill Newman                | Vincent D'Onofrio    | Németh Gábor      | Szemtanú |
| Lee Harvey Oswald          | Gary Oldman          | Kaszás Attila     | Volt tengerészgyalogos. Politikai érdeklődésből hosszabb időt töltött a Szovjetunióban. Oldman elmondása szerint Oswaldról kevés volt leírva a forgatókönyvben, Stone egy kapcsolati listát adott neki, és saját kutatásra biztatta. Oldman találkozott Oswald feleségével, Marinával és két lányával a szerepre való felkészülés során.      |
| Liz Garrison               | Sissy Spacek         | Udvaros Dorottya  | Jim Garrison felesége. |
| Mattie                     | Pat Perkins          | Győri Ilona       | |
| Jack Ruby                  | Brian Doyle-Murray   | Kránitz Lajos     | Egy éjszakai klub üzemeltetője Dallasban. 1964. március 14-én bűnösnek találták Oswald meggyilkolásában 1963. november 24-én, két nappal azután, hogy Oswaldot letartóztatták Kennedy megölésének vádjával. |
| Numa Bertel                | Wayne Knight         | Forgács Gábor     | |
| Bill Broussard             | Michael Rooker       | Forgács Péter     | |
| Susie Cox                  | Laurie Metcalf       | Borbás Gabi       | New Orleans helyettes kerületi ügyésze. |
| Al Oser                    | Gary Grubbs          | Haás Vander Péter | |
| Marina Oswald              | Beata Pozniak        | Zakariás Éva      | Tanulmányozta a 26 kötetes Warren-jelentést. Találkozott Marina Oswalddal, és a család barátaival, hogy a szerepe hitelesebb legyen. |
| L.B.J.                     | Tom Howard           |                   | |
| L.B.J. (hangja)            | John William Galt    | Gruber Hugó       | |
| David Ferrie               | Joe Pesci            | Maros Gábor       | Stone eredetileg James Woodsnak szánta a szerepet, de Woods inkább Garrisont játszotta volna el. Stone Willem Dafoe-t és John Malkovich-ot is megkereste, de mindketten elutasították a szerepet. |
| FBI-szóvivő                | Ron Jackson          | Orosz István      | |
| Long szenátor              | Walter Matthau       | Kristóf Tibor     | Demokrata párti politikus Louisiana államban, 1948 és 1987 között. |
| Jasper Garrison            | Sean Stone           |                   | |
| Virginia Garrison          | Amy Long             | Mánya Zsófi       | |
| Snapper Garrison           | Scott Krueger        |                   | |
| Elizabeth Garrison         | Allison Pratt Davis  |                   | |
| Lee Bowers                 | Pruitt Taylor Vince  | Barbinek Péter    | |
| Harkness őrmester          | Red Mitchell         | Németh Gábor      | |
| Clay Shaw                  | Tommy Lee Jones      | Dörner György     | Jones eredetileg másik szerepet kapott volna, de azt törölték a végleges verzióból. A film készítése során Jones három alkalommal beszélgetett Garrisonnal, és azokkal is beszélt, akik ismerték Shaw-t vagy dolgoztak vele. |
| Dean Andrews               | John Candy           | Hollósi Frigyes   | Shaw felkérésére Oswaldot képviseli a tárgyaláson. |
| Willie O'Keefe             | Kevin Bacon          | Kaszás Gergő      | Több valóságos személyből „gyúrták össze”. Állítása szerint Bertrand és Shaw ugyanaz a személy. Ismerte David Ferrie-t, és találkozott Oswalddal. |
| X                          | Donald Sutherland    | Helyey László     | A saját maga által „X”-nek nevezett személy ezredes az amerikai légierőnél, író, az USA külpolitikájának, különösen a CIA tevékenységének bírálója. |
| Y tábornok                 | Dale Dye             | Szokolay Ottó     | |
| Reich-ezredes              | Norman Davis         | Imre István       | |
| Résztvevő a tanácskozáson  | George R. Robertson  | Szokolay Ottó     | |
| Résztvevő a tanácskozáson  |                      | Bácskai János     | |
| Résztvevő a tanácskozáson  |                      | Beregi Péter      | |
| Résztvevő a tanácskozáson  |                      | Perlaki István    | |
| Résztvevő a tanácskozáson  |                      | Gruber Hugó       | |
| Habighorst rendőr          | Odin K. Langford     | Fülöp Zsigmond    | |
| Tévébemondó                | Bob Gunton           | Pathó István      | |
| Haggerty bíró              | John Finnegan        | Gera Zoltán       | |
| Vernon Bundy               | Walter Breaux        | Csurka László     | |
| James Teague               | Michael Skipper      | -                 | |
| Dr. Peters                 | I.D. Brickman        | Ujréti László     | |
| Dr. McClelland             | Joseph Nadell        | Izsóf Vilmos      | |
| Dr. Humes                  | Chris Robinson       | Versényi László   | |
| Finck ezredes              | Peter Maloney        | Cs. Németh Lajos  | |
| Hadsereg-tábornok          | Dalton Dearborn      | Szokolay Ottó     | |
| Kenney admirális           | Merlyn Sexton        | Bácskai János     | |
| Joe Smith járőr            | Larry Melton         | Tolnai Miklós     | |
| Orvos                      | Gary Taggart         | Dimulász Miklós   | |
| Nővér a Parkland Kórházban | Jeanne Hill          |                   | |
| Beverly Oliver             | Lolita Davidovich    | Murányi Tünde     | |
| Ál-Oswald                  | Frank Whaley         | Dévai Balázs      | |
| Mr. Goldberg (Spiesel)     | Ron Rifkin           |                   | |
| Narrátor (hangja)          | Martin Sheen         | Korbuly Péter     | |
| Önmaga (archív felvétel)   | Walter Cronkite      | Kárpáti Tibor     | |
| Önmaga (archív felvétel)   | Dwight D. Eisenhower | Makay Sándor      | |
| Önmaga (archív felvétel)   | Lyndon Johnson       | Gruber Hugó       | |
| Önmaga (archív felvétel)   | John F. Kennedy      | Rubold Ödön       | |
| Önmaga (archív felvétel)   | Robert F. Kennedy    | Rubold Ödön       | |
| Önmaga (archív felvétel)   | Martin Luther King   | Galambos Péter    | |
| Önmaga (archív felvétel)   | Henry M. Wade        | Pataki Imre       | |

A filmben szereplő színészek közül sokan lemondtak szokásos gázsijukról a film kedvéért. Martin Sheen volt a narrátor a film elején. A valódi Jim Garrison, a Warren Bizottság heves bírálója, az Amerikai Legfelsőbb Bíróságban Earl Warrent alakította abban a jelenetben, amikor a legfőbb bíró Jack Ruby-t hallgatja ki a dallasi börtönben. A merénylet feltételezett szemtanúja, Beverly Oliver, aki saját állítása szerint a „Babushka lady”-nek nevezett hölgy az ún. „Zapruder film”-ben, cameoszerepben megjelenik Jack Ruby éjszakai klubjában. Sean Stone, Oliver Stone fia Garrison legidősebb fiát, Jaspert játssza. Perry Russo, aki az egyik forrása a kitalált „Willie O'Keefe” karakterének, szinten kameo-szerepben jelenik meg, mint egy „mérges vendég a bárban”. A holland oknyomozó újságíró, Willem Oltmans, aki az 1960-as években a holland Nederlandse Omroep Stichting tévének dolgozott, Kennedy legbelsőbb köreihez tartozó kapcsolatokat talált. John Kennedy halála után Oltmans interjút készített Lee Harvey Oswald anyjával, Marguerite Oswalddal. A további nyomozás Oswald bébiszitteréhez vezettek, George de Mohrenschildt-hez. Oltmans szerint de Mohrenschildt (akinek kapcsolatai voltak a CIA-val) részt vett a merénylet kitalálásában. 1977-ben de Mohrenschildt egyetértett abban, hogy elmondja Oltmansnak az igazságot, de nem ment el a megbeszélt találkozóra, és holtan találták Floridában néhány héttel később. A filmben Oltmans játszotta George de Mohrenschildt alakját.

## Megjelenése
Magyarországon 1992. május 15-én mutatták be a mozik.
A JFK megjelent VHS, Laser Disc hordozókon, és több alkalommal DVD-n. Az Egyesült Államokban DVD-n és Blu-Ray-n csak a hosszabb, ún. „rendezői változat” jelent meg. A moziverzió DVD-n csak más országokban jelent meg.
A „rendezői változat” 2001-ben jelent meg, az „Oliver Stone Collection” részeként. Ebben egy külön lemezen Stone audio-kommentárja, két multimédiás esszé és egy 54 perces „törölt vagy megvágott jelenetek” összeállítás található, ez utóbbi is Stone kommentárjaival.
2003-ban egy kétlemezes, „Special Edition” DVD-kiadás jelent meg. Ez tartalmazza a 2001-es extrákat és egy 90 perces dokumentumfilmet Beyond JFK: The Question of Conspiracy címmel.
2008. november 11-én a film Blu-ray-n jelent meg. A kiadás tartalmazza a korábban megjelent extrákat is.

## Bevételek
A filmet 1991. december 20-án mutatták be a mozik. A bevételek eleinte lassan csordogáltak, de január első hetére már elérték az 50 millió dollárt. A Warner Bros. vezetői rámutattak, hogy a filmet a hossza miatt a szokásosnál kevesebb mozi mutatta be. A stúdió 15 millió dolláros reklámkampányt indított a film támogatására.
A film a bemutatója első hetében A Szépség és a Szörnyeteg című rajzfilmmel együtt az 5. helyen állt, és a kritikusok anyagi bukást kezdtek emlegetni. Azonban a film összességében 205 millió dollár bevételt ért el, ebből 70 milliót az Egyesült Államokban.
Garrison beperelte a Warner Bros.-t azért, hogy részesedést kapjon a film bevételeiből. Az ítélet szerint a JFK több mint 150 millió dollár profitot termelt, a stúdió állításával szemben, akik a „nettó profit” számítást alkalmazták. Az ítélet megállapította azt is, hogy Garrison részesedett a film jövedelméből, legalább 1 millió dollár kapott.

## Fogadtatás
A filmkritikusok véleményét összegző Rotten Tomatoes 84%-ra értékelte 55 vélemény alapján.
A filmet már a forgatás alatt kritikai támadás érte. Jon Margolis már 1991. május 14-én azt írta a Chicago Tribune-ba, hogy „a film sértés az értelemmel szemben.” Öt nappal később a The Washington Postban maró cikk jelent meg George Lardner nemzetbiztonsági tudósítótól, ami a film első vázlatát használta fel, és „Garrison könyvének abszurditásait és nyilvánvaló hazugságait és Stone ábrázolását” hánytorgatta fel. A cikk rámutat, hogy Garrison elvesztette a pert Clay Shaw-val szemben, és annak homoszexualitását fújta fel. Stone egy politikai kérdésekre specializálódott PR-céget bérelt fel Lardner cikkének megjelenése után, amit több hasonló cikk követett. Anthony Lewis a The New York Timesban azt írta: „A film szerint a kormányban nem lehet megbízni egy elnöki gyilkosságról szóló jelentés témájában.” A The Washington Post cikkírója, George Will szerint „Stone megfelelő technikai tudással rendelkezik, hiányos iskolázottsággal és elhanyagolható lelkiismerettel.” A Time magazin kritikája is még a forgatás alatt jelent meg, 1991. június 10-én, és azzal vádolta Stone-t, hogy gátolta egy rivális JFK film készítését, ami Don DeLillo 1988-as Libra című könyve alapján készült. Stone visszautasította a vádakat egy levélben, amit a magazinnak írt. A filmkészítő folyamatosan ingázott a forgatás és a kritikákra való válaszadás között, közben népszerűsítési kampányt folytatott a film érdekében. Ebben az időszakban szinte mindenhol megjelent, a CBS Evening News-tól kezdve a The Oprah Winfrey Show-ig. A Lardner-féle cikk két okból is igazságtalan volt: egyrészt valaki ellopta a forgatókönyvet, másrészt Stone azóta már a 6. vagy 7. átírt változatot használta.
Amikor a filmet bemutatták a mozikban, az megosztotta a kritikusokat. A New York Times cikket jelentetett meg ezzel a címmel: „Hollywood szerint a Warner túl messzire engedi menni a »JFK«-t.” A The Washingtonian szerkesztője visszadobta Pat Dowell veterán filmkritikus 34-szavas kritikáját, mert szerinte annak pozitív kicsengése volt a filmmel kapcsolatban. Dowell tiltakozásként felmondott.
A Miami Herald szerint „a személyekre való koncentrálás megakadályoz minket abban, hogy Stone filmjének kemény mondanivalójára figyeljünk.” Roger Ebert, a Chicago Sun-Times filmkritikusa dicsérte a filmet: „A filmnek nem az az erénye, hogy megoldja a Kennedy-gyilkosság rejtélyét, nem is az, hogy megvédi Garrison személyét, hanem az, hogy felszabadítja a nemzet lelkét az 1963 óta nyomasztó teher alól.” Rita Kempley a The Washington Post-ban azt írta: „A film sok mindenkitől idéz, Shakespeare-től kezdve Hitlerig, hogy alátámassza az érveit. Stone és Sklar izgalmas alternatívát mutat be a Warren-jelentéssel szemben. A hihetetlenül paranoid thrillerben egy csomó kém, beépített ember, kommunista-szimpatizáns, kubai szabadságharcos van, akiket mintha Robert Ludlum talált volna ki.”
Karácsony után pár nappal a Chicago Sun-Times cikket közölt ezzel a címmel: „Stone filmje kidobja a tényeket, és tiszteletlen J.F.K.-val szemben” (J.F.K. = John Fitzgerald Kennedy). Jack Valenti, a Motion Picture Association of America akkori elnöke 7-oldalas cikkben bélyegzi meg Stone filmjét. A cikkben párhuzamot von Leni Riefenstahl 1941-es Az akarat győzelme című náci propagandafilmje (amiben Hitler istenként jelenik meg) és Stone filmje között. „Mindkét film mestermunka és kitaláció.”
Stone egy interjúban azt mondta, nem is emlékszik, hány fenyegetést kapott, olyan sok volt belőle.
A Time magazin a 4. helyre sorolta be az „1991 legjobb filmjei” listáján.
Roger Ebert Stone filmjét az év legjobb filmjének nevezte és az évtized 10 legjobb filmje közé sorolta. A Sydney Morning Herald szerint a JFK 1991 legjobb filmje. Az Entertainment Weekly szerint az 5. legellentmondásosabb film. Egyúttal besorolták „A 25 legerőteljesebb politikai thriller” közé.
A bemutató után több évvel Stone azt nyilatkozta, hogy „ez egy új időszak kezdete volt a számomra a filmkészítés terén, mert ez nem csak a John Kennedy elleni összeesküvésről szól. Arról is szól, hogy hogyan látjuk a közelmúltunk történelmét. Fekete-fehérből színesbe megy át, majd újra feketébe, és az embereket szokatlan nézőpontból ábrázolja.”
Vincent Bugliosi, a Kennedy-gyilkosság történetéről szóló könyvében, a Reclaiming History-ban, ami a JFK film után 16 évvel jelent meg, egy egész fejezetet szentel a Jim Garrison által kezdeményezett büntetőeljárásnak Clay Shaw ellen, és Oliver Stone filmjének. Bugliosi 32 „kitalációt és hazugságot” sorol fel Stone filmjéből.

## Díjak, jelölések
Jelölések:
A JFK-t nyolc Oscar-díjra jelölték, „legjobb film”, „legjobb mellékszereplő” (Tommy Lee Jones), „legjobb rendezés” (Oliver Stone), „legjobb eredeti filmzene” (John Williams), „legjobb hang”, „legjobb fényképezés”, „legjobb vágás” és „legjobb adaptált forgatókönyv” (Oliver Stone és Zachary Sklar) kategóriákban.
A Directors Guild of America jelölte Oliver Stone-t a „legjobb rendező” díjra, de nem kapta meg.
Elnyert díjak:
Az Oscar-díjak közül kettőt kapott meg, a „legjobb fényképezés” (Robert Richardson) és „legjobb vágás” díját.
Arany Glóbusz-díj: „legjobb rendező”. Stone a díj átvételekor azt mondta: „Egy szörnyű hazugságot mondtak nekünk 28 évvel ezelőtt. Remélem, hogy ez a film lehet az első lépés az igazság felé.”

## A film készítése

### Előkészületek
Zachary Sklar újságíró, a Columbia School of Journalism újságíró-iskola egyik tanára 1987-ben találkozott Jim Garrisonnal, és segített neki újraírni a Kennedy-gyilkosságról készülő kéziratát. A kissé elvont, akadémikus megszövegezést átdolgozták, így a szöveg bűnügyi történetté vált. Sklar lett a szerkesztője a könyvek, ami 1988-ban jelent meg.
Amikor Stone Havannában járt a Latinamerikai Filmfesztiválon, találkozott a Sheridan Square Press kiadójával, Ellen Ray-jel. Ray már 1967-ben találkozott Garrisonnal New Orleans-ban, és nála jelent meg Garrison könyve, a On the Trail of the Assassins. Ray adott egy példányt Stone-nak a könyvből. Stone elolvasta a könyvet és gyorsan megvásárolta a megfilmesítési jogokat 250 000 dollárért.
A Kennedy-gyilkosság Stone-ra mély hatást gyakorolt: „Kulcsfontosságú esemény volt a háború utáni nemzedék számára, amibe én is beletartoztam.” Stone találkozott Garrisonnal és három órán át különféle kérdéseket tett fel neki. Garrisonnak akkorra elege lett a kérdezősködésből, felállt és elment. Stone-nak imponált Garrison rátartisága. Stone benyomása az volt, hogy „Garrison sok hibát vétett. Megbízott flúgos alakokban és hamis nyomokat követett. De ezzel a hátrányos helyzettel is előrehaladt, még akkor is, ha tudta, hogy kevés esélye van.”
Stone nem Garrison életéről akart filmet készíteni, hanem a Kennedy-gyilkossághoz vezető összeesküvés történetéről. Megvásárolta Jim Marrs: Crossfire: The Plot That Killed Kennedy című könyvének megfilmesítési jogait is. A film elkészítésével az volt az elsődleges célja, hogy cáfolatát adja a Warren-jelentésnek, ami szerinte „egy mítosz. Mítosz ellen pedig csak egy ellen-mítosszal tudsz harcolni.”. Bár Marrs könyve sok elméletet leír, Stone továbbiakra volt kíváncsi, és megbízta Jane Rusconit (aki frissen végzett a Yale Egyetemen) azzal, hogy szervezzen meg egy kutatókból álló csoportot és gyűjtsenek össze annyi információt a merényletről, amennyi csak lehetséges. Ezalatt a rendező a Született július 4-én utómunkálatain dolgozott. Stone mintegy kéttucatnyi könyvet olvasott el a merénylettel kapcsolatban, míg Rusconi 100-200 körülit.
1989 decembere körül Stone elkezdett stúdiót keresni a filmhez. A The Doors című filmje előmunkálatai kapcsán találkozott a Warner Bros. stúdió három képviselőjével, akik azt szerették volna, ha Howard Hughesról készít filmet. De annak a jogai Warren Beattynál voltak, így Stone maradt a JFK ötlete mellett. A stúdió elnöke, Terry Semel biztosította a támogatásáról. A stúdióról ismert volt, hogy már korábban is adott ki politikailag kényes témákról szóló thrillereket, ilyen volt többek között A Parallax-terv (1974), Az elnök emberei (1976) és a Gyilkos mezők (1984). Stone és a Warner Bros. kézfogással szentesítették, hogy a stúdió 20 millió dolláros költségvetést biztosít a filmhez, és cserébe az övéké lesz minden jog. A rendező nem akart bevonni más stúdiókat a finanszírozásba azért, hogy a forgatókönyv tartalma ne legyen szélesebb körben ismert. Tisztában volt vele, hogy a téma veszélyes.

### Forgatókönyv
Amikor Stone elindította a forgatókönyv megírását, megkérte Sklart (aki Marrs könyvének is szerkesztője volt), hogy közösen dolgozzák egybe Garrison és Marrs könyvét a Rusconi által összeállított anyaggal, hogy a végeredmény „egy nagyszerű bűnügyi mozi” legyen. Stone vázolta elképzeléseit a filmről: „Modellként A vihar kapujában (1950) és a Z, avagy egy politikai gyilkosság anatómiája (1969) című filmek szolgálnak. Az Dealey Plaza téri eseményeket már az elején látjuk, majd a nyolcadik tekercsnél ismét és később újra, de mindig más nézőpontból, más megvilágításból.”
Bár alkalmaztak ötleteket A vihar kapujában c. filmből is, a JFK fő modellje a Z volt. „Az volt a benyomásom, hogy a Z-ben bemutatják a bűntettet, majd a történet során még többször, egészen addig, míg teljesen más nézőpontból látod. Ez volt a JFK ötletének lényege. Ezért nem J.F.K. lett a film címe, mert [ez nem egy név], ez egy kód, mint ahogy a Z is egy kód. Ahogy írtuk, egyre inkább magával ragadott minket, ahogy négy DNS-szál egybefonódik.” Stone a film felépítését négy történetszálra bontotta: Garrison nyomozása a Kennedy-gyilkosságban; az Oswald-legenda; a merénylet rekonstruálása; az X által megosztott információk Garrison számára. Ez utóbbi Stone szerint tágabb környezetbe helyezte a filmet.
Sklar Garrison szemszögéből írta meg a történetet, Stone pedig hozzáadta Oswald történetét, az eseményeket a Dealey Plazánál és Mr. X. karakterét. Sklar egy évet töltött a forgatókönyv megírásával, ami 550 oldal lett. Stone ezt újraírta és rövidítette, amíg megközelítette egy szokásos forgatókönyv méretét. Stone és Sklar is több valós személy élete alapján kombinált össze szereplőket, a sajtó ezt is bírálta. (ilyen volt például Mr. X. karaktere). Az ő alakjának mintája egyrészt Richard Case Nagell, másrészt az amerikai légierő nyugalmazott ezredese, Fletcher Prouty voltak. Ez utóbbi a film egyik tanácsadója volt, továbbá korábban katonai összekötő a CIA és a Pentagon között. Stone számára a találkozás Proutyval „különleges élmény volt. Éppen olyan volt, mint a filmen, egyből beszélni kezdett.”
A forgatókönyv korai változatai 4,5 órás filmre lettek volna elegendőek, és a költségvetés 40 millió dollár lett volna (ez kétszerese annak az összegnek, amibe a Warner illetékesei beleegyeztek).
Mivel a rendező ismerte Arnon Milchan film-mogul, segítséget kért tőle a film finanszírozásához. Milchan szívesen segített, mivel a film jó kezdés volt a nemrég általa alapított Regency Films számára. Milchan megegyezett a Warner Bros.-szal, hogy beszáll a film költségvetésébe. Stone az akkor már csak 190 oldalas forgatókönyvet 156 oldalasra rövidítette, ami már megfelelő volt a forgatás számára.
A film készítésében több tanácsadó is közreműködött, köztük Gerald Hemming, korábbi tengerészgyalogos, aki állítása szerint több CIA akcióban részt vett, és Robert Groden fényképezési szakértő, aki hosszú ideje foglalkozott a Kennedy-merénylettel.

### Forgatás
Stone inspirációja a szereposztásra egy gyerekkorában látott film volt, amit nagyon szeretett, A leghosszabb nap, egy dokumentarista eposz, amiben nagy számú, jól ismert színész játszotta a legkisebb szerepeket is.
Robert Richardson operatőr már másfél hete a City of Hope című filmet forgatta John Sayles rendezővel, amikor értesült Stone filmjéről. A City of Hope befejezése után készen állt a JFK-n dolgozni. Felkészülésként a Kennedy-merényletről több könyvet elolvasott, köztük az On the Trail of the Assassins-t és a Crossfire: The Plot That Killed Kennedy-t.
Richardson eredeti elképzelése az volt, hogy a történet kezdő képeit 1,33:1 képarányban készítik, hogy a korabeli tévék képének benyomását keltsék (4:3-as oldalarány), majd ez átmegy 1,85:1 képarányba, amikor Garrison színre lép, és végül 2,35:1 arányra váltanak azoknál az eseményeknél, amik 1968-ban és az után játszódnak. A határidő és logisztikai problémák miatt azonban ezt a tervet fel kellett adni.
Stone rekonstruálni akarta a Kennedy-merényletet a Dealey Plaza-nál. A producereknek jelentős összeget kellett fizetniük a Dallas városi tanácsnak azért, hogy bérbe vegyék a rendőrséget a közúti forgalom elterelése és az utcák lezárása miatt, amire három hétig volt szükség. A tényleges felvételekre csak tíz nap állt rendelkezésre, ezért hét kamerát használtak (két 35 mm-est és öt 16 mm-est), és 14 tekercs filmet. A texasi iskola könyvraktárában való forgatáshoz nehezebb volt megszerezni az engedélyt. Csak azért 50 000 dollárt kellett fizetni, hogy valaki az ablakban állhasson Oswald helyén. Ezen a helyen csak meghatározott órákban forgathattak és egyszerre csak 5 ember jelenlétét engedélyezték: ők a kamerákkal dolgozó 3 fő, a színész és Stone voltak. Clayton Townsend koproducer szerint a legnehezebb annak az engedélynek a megszerzése volt, hogy helyreállíthassák az épület külső kinézetét az 1963-as állapotra. Ez öt hónapos tárgyalás során sikerült.
A költségvetésből 4 millió dollárt a Dealey Plaza 1963-as kinézetének létrehozására költöttek. Stone többféle filmformátummal akart dolgozni. Richardson elmondása szerint nem volt mindegy, hogy 35, 16 vagy 8 mm-es filmet használ valaki: „A legtöbb esetben a megvilágítás különböző lesz.” A forgatás során többször is úgy jártak el, hogy a jelenetet egyszerre öt kamera is rögzítette, különböző filmformátumokban. Stone rendezési stílusáról Richardson azt mondta: „Megveti a szokásos megoldásokat, arra kényszerít, hogy új megoldásokat találj. Az állandó erőbedobást igényli.” Emiatt az operatőr nem támaszkodott a „klasszikus” világítási megoldásokra. A forgatás 79 napig tartott, és öt hónappal a tervezett filmbemutató előtt fejeződött be.

### Vágás
A JFK szakítást jelentett Stone addigi filmkészítési stílusával, amiben egyéni „oldalágak” mondják el a történetet, és a film vágásának ritmusa alakítja ki a cselekményt. Stone a vágáshoz felkérte Hank Corwint, éppen azért, mert a mozifilm idegen volt tőle. Corwin korábban reklámfilmek vágásával foglalkozott. Stone szerint Corwin stílusa irritálta a többi, „hagyományos” vágót, akik a filmen dolgoztak. Corwin a figyelem gyors megragadására koncentrált, hiszen „egy 60-másodperces reklámba mindent bele kell sűríteni, mielőtt a néző gondolkozni kezdene azon, hogy mit is lát”.
Stone a filmben sok visszatekintést alkalmaz, amik sokszor más visszatekintést indítanak el. „A filmet két-három szinten képzeltem el. Az egyik a »kép és hang«, a másik pedig a visszatekintések szintje, amik sokszor egymásba ágyazódnak. A Warren Bizottság jelentését olvasva alakult ki ez bennem, mert akkor úgy éreztem, hogy megfulladok.”
Ez volt az utolsó olyan film, amiben Stone hagyományos vágást használt, ezután áttért a digitális vágásra.

### Zene
Mivel John Williams zeneszerző már elkötelezte magát Steven Spielberg Hook című filmje mellett (amit ugyanabban a hónapban mutattak be, mint a JFK-t), ezért arra már nem volt ideje, hogy a teljes filmzenét elkészítse. Ehhez a filmhez hat zenei motívumot készített (és ezek zenei felvételében is közreműködött, mint karmester), még mielőtt a teljes filmet látta volna. John Williams ezek után leutazott New Orleansba, ahol még zajlottak a forgatások. Stone és csapata úgy vágta meg a filmet, hogy illeszkedjen Williams zenéjéhez. A zeneszerző elmondása szerint emlékszik arra a napra, amikor Kennedy meggyilkolásáról értesült, mert nagyon megrázta a hír és évekig vele volt ez az érzés. Ez fontos tényező volt abban, hogy elvállalta a film zenéjének megkomponálását.

## Forgatási helyszínek
- Arlington National Cemetery, Arlington, Virginia, USA
- Building One, Studios at Las Colinas - 6301 North O'Connor Road, Irving, Texas, USA
- Dallas, Texas, USA
- Dealey Plaza - 500 Main Street, Dallas, Texas, USA
- Fort Worth, Texas, USA
- New Orleans, Louisiana, USA
- Washington, District of Columbia, USA

## Érdekesség
A film népszerűsége 1992-ben egy új törvényhez vezetett („The President John F. Kennedy Assassination Records Collection Act”). A törvényt George H. W. Bush akkori amerikai elnök 1992 októberében helyezte hatályba. A törvénnyel foglalkozó bizottság 1998-ig működött, szemtanúkat és orvosi tanúkat hallgatott meg (néhányukat első alkalommal kérdezték az eseményekről). A kormány megszerezte az ún. „Zapruder film”-et, és a merénylettel kapcsolatos, korábban titkosnak minősített dokumentumokat vetett alapos, nyilvános vizsgálat alá. Az ARRB törvény szerint a merénylettel kapcsolatos összes dokumentumot 2017-ben hozzák nyilvánosságra.

## Fordítás
Ez a szócikk részben vagy egészben  a   JFK (film) című angol Wikipédia-szócikk fordításán alapul.  Az eredeti cikk szerkesztőit annak laptörténete sorolja fel. Ez a jelzés csupán a megfogalmazás eredetét és a szerzői jogokat jelzi, nem szolgál a cikkben szereplő információk forrásmegjelöléseként.